# Arhidieceza de Hamburg
Arhidieceza romano-catolică de Hamburg (în latină Archidioecesis Hamburgensis) este una dintre cele șapte arhiepiscopii mitropolitane ale Bisericii Romano-Catolice din Germania, cu sediul în orașul Hamburg. În prezent ea deține două sufragane: Dieceza de Hildesheim și Dieceza de Osnabrück.

## Istoric
Arhiepiscopia a fost fondată în anul 834, primul arhiepiscop fiind Sfântul Oscar. După jefuirea orașului Hamburg de către vikingi, în anul 845 sediul arhiepiscopiei a fost mutat la Bremen, fiind cunoscută sub numele de Arhiepiscopia de Hamburg-Bremen. Această arhiepiscopie, fiind cea mai nordică din Germania, a fost foarte importantă pentru că de aici au plecat mulți misionari spre Scandinavia pentru a-i converti pe vikingi, unele dintre primele episcopii scandinave fiindu-i sufragane.
În secolul al XVI-lea, în timpul Reformei Protestante arhiepiscopia a intrat în declin, fiind desființată după Pacea Westfalică din anul 1648. În anul 1995 arhiepiscopia a fost reînființată, având sediul la Hamburg.